# Edzard Schaper
Edzard Schaper (ur. 30 września 1908 w Ostrowie Wielkopolskim  – zm. 29 stycznia 1984 w Bernie) – niemiecki pisarz emigracyjny, działacz na rzecz pokoju na świecie.
Urodził się w Ostrowie Wielkopolskim w rodzinie niemieckiego wojskowego. W 1920 jego rodzina przeniosła się do Hanoweru. Absolwent konserwatorium w Hanowerze. Przebywał w Niemczech, Danii, Norwegii, Estonii. Przyjął obywatelstwo fińskie i walczył w wojnie fińsko-radzieckiej 1940 roku. Otrzymał dwa zaoczne wyroki śmierci (w Niemczech i ZSRR). Później mieszkał w Szwecji i w Szwajcarii.
Działacz na rzecz pokoju na świecie, orędownik niezależności państw bałtyckich, przeciwnik komunizmu i nazizmu. 
Laureat nagród:
- Nagroda im. Theodora Fontany (1953),
- Międzynarodowa Nagroda im. Charlesa Veillona (1962),
- Nagroda im. Gottfrieda Kellera (1967).

## Wybrane utwory
- Dzieciątko Jezus z Karelskich Lasów,